# Epilineutes globosus
Epilineutes globosus là một loài nhện thuộc chi đơn loài Epilineutes trong họ Theridiosomatidae.